# Томас, Джон (серийный убийца)
Джон Флойд То́мас-мла́дший (англ. John Floyd Thomas, Jr.) — американский серийный убийца, осужденный за убийство семи женщин в районе Лос-Анджелеса в 1970—1980 годах, а также подозреваемый ещё как минимум в 10—15 убийствах.

## Биография
Томас родился в Лос-Анджелесе в 1936 году. Его мать умерла, когда Томасу было 12 лет, в связи с этим он был воспитан тётей и крестной. Впоследствии Томас короткое время служил в ВВС США, а во время пребывания на базе Неллис один из командиров заметил, что Томас часто опаздывал и неопрятно одевался.
Согласно его личному делу, он был с позором уволен из ВВС США, а также арестован за кражу со взломом и попытку изнасилования. Томас был осужден и приговорен в 1957 году к 6 годам тюремного заключения. Однако в результате нескольких нарушений условно-досрочного освобождения он оставался за решеткой до 1966 года.
В ходе первой волны убийств в Лос-Анджелесе в середине 1970-х годов, человек, прозванный полицией «Насильник из Вестсайда», проникал в дома одиноких пожилых женщин, насиловал их и впоследствии душил до смерти. Как минимум было совершено 17 убийств с типичными признаками для всех жертв. Десять лет спустя, 40 километров восточнее Лос-Анджелеса, были убиты и изнасилованы пять пожилых женщин в Клермонте, также задушенных с помощью одеяла или подушки.
Томас был арестован 31 марта 2009 года, а уже 2 апреля он был обвинен в убийстве Этель Соколофф в ноябре 1972 года и Элизабет МакКиун в феврале 1976. Однако 23 сентября того же года ему предъявили ещё пять обвинений в убийстве: Коры Перри в сентябре 1975; Мэйбеллин Хадсон в апреле 1975; Мириам Маккинли в июне 1976; Эвелин Баннер в октябре 1976 и Эдриан Эскью в июне 1986.
Прорыв в расследовании данных убийств произошел в октябре 2008 года, когда страховой аджастер Джон Флойд, дважды осужденный за сексуальные преступления, сдал анализ ДНК правоохранительным органам в ходе создания базы преступников в штате Калифорния. Полиция арестовала Джона Флойда 31 марта 2009 года, а окружной суд отказал ему в предоставлении выхода под залог.
1 апреля 2011 года Джон Флойд признался в совершении семи убийств в качестве сделки со следствием, чтобы избежать смертной казни за убийство Эдриан Эскью. Впоследствии он был признан виновным и приговорен к пожизненному заключения без права на досрочное освобождение за каждый эпизод.